# 小型四额齿蟹
小型四额齿蟹（学名：Ethusa minuta）为关公蟹科四额齿蟹属的动物。分布于日本，包括东海等海域，生活环境为海水，多栖息于水深50-164米处的泥质或碎贝壳的海底。其生存的海拔范围为-164至-50米。